# Lift (napój)
Lift – napój gazowany produkowany przez The Coca-Cola Company. Jest sprzedawany w Nowej Zelandii, był również dostępny m.in. w Australii (do 2022 roku) i w Polsce. W Polsce dostępny był w smakach: brzoskwiniowo-jabłkowym, cytrynowym, gruszkowym, malinowym, pomarańczowym.